# Pensiero tragico
Il pensiero tragico sorge opponendosi all'hegelismo. Secondo Hegel la contraddizione è una radice maligna causa di sofferenza, tuttavia il processo dialettico che pensa la contraddizione saprebbe pure risolverla, poiché il pantragismo verrebbe superato dal panlogismo. Per Hegel pensiero ed essere sono la stessa cosa e dunque la ragione risolverebbe la realtà e le sue contraddizioni, mentre per il pensiero tragico la ragione indaga l'essere, vi riflette, propone delle ipotesi, ma il mistero dell'essere e il suo enigma restano sostanzialmente tali. Ecco perché il pensiero tragico, a differenza di quello hegeliano, non considera la filosofia un oltrepassamento della religione, ma conserva un legame con il mito e con la tradizione religiosa, e non per risolverli in sé e quindi per superarli, bensì considerandoli una fonte inesauribile proprio in quanto misteriosa ed enigmatica. Questo carattere di irriducibilità del mistero e dell'enigma, dell'enigma dell'essere, [...] segna la differenza tra pensiero tragico e razionalismo metafisico.